# La Sibylle
La Sibylle (Q175) – francuski dwukadłubowy okręt podwodny z okresu międzywojennego i II wojny światowej, jedna z dziewięciu jednostek typu Diane. Okręt został zwodowany 28 stycznia 1933 roku w stoczni Ateliers et Chantiers de la Seine-Maritime w Le Trait, a w skład Marine nationale wszedł 22 grudnia 1934 roku. Pełnił służbę na Atlantyku i Morzu Północnym, biorąc udział w kampanii norweskiej, a od zawarcia zawieszenia broni między Francją a Niemcami znajdował się pod kontrolą rządu Vichy. W listopadzie 1942 roku, po lądowaniu Aliantów w Afryce Północnej, „La Sibylle” zaginęła w rejonie Casablanki.

## Projekt i budowa
„La Sibylle” zamówiona została w ramach programu rozbudowy floty francuskiej z 1929 roku. Okręt, zaprojektowany przez Marie-Augustina Normanda i Fernanda Fenaux, należał do ulepszonej w stosunku do 600-tonowych typów Sirène, Ariane i Circé serii jednostek o wyporności 630 ton. Usunięto większość wad poprzedników: okręty charakteryzowały się wysoką manewrowością i krótkim czasem zanurzenia; poprawiono też warunki bytowe załóg.
„La Sibylle” zbudowana została w stoczni Ateliers et Chantiers de la Seine-Maritime w Le Trait (numer stoczniowy 62) . Stępkę okrętu położono 10 stycznia 1931 roku , a zwodowany został 28 stycznia 1933 roku .

## Dane taktyczno-techniczne
„La Sibylle” była średniej wielkości okrętem podwodnym o konstrukcji dwukadłubowej. Długość między pionami wynosiła 64,4 metra, szerokość 6,2 metra i zanurzenie 4,3 metra . Wyporność normalna w położeniu nawodnym wynosiła 571 ton, a w zanurzeniu 809 ton. Okręt napędzany był na powierzchni przez dwa czterosuwowe silniki wysokoprężne Normand–Vickers o łącznej mocy 1400 KM. Napęd podwodny zapewniały dwa silniki elektryczne o łącznej mocy 1000 KM. Dwuśrubowy układ napędowy pozwalał osiągnąć prędkość 14 węzłów na powierzchni i 9 węzłów w zanurzeniu. Zasięg wynosił 2300 Mm przy prędkości 13,5 węzła w położeniu nawodnym (lub 4000 Mm przy prędkości 10 węzłów) oraz 82 Mm przy prędkości 5 węzłów w zanurzeniu . Zbiorniki paliwa mieściły 65 ton oleju napędowego. Dopuszczalna głębokość zanurzenia wynosiła 80 metrów .
Okręt wyposażony był w osiem wyrzutni torped: trzy stałe kalibru 550 mm na dziobie, jedną zewnętrzną kalibru 550 mm na rufie, podwójny zewnętrzny obracalny aparat torpedowy kalibru 550 mm oraz podwójny zewnętrzny obracalny aparat torpedowy kalibru 400 mm . Łącznie okręt przenosił dziewięć torped, w tym siedem kalibru 550 mm i dwie kalibru 400 mm . Uzbrojenie artyleryjskie stanowiło umieszczone przed kioskiem działo pokładowe kalibru 75 mm M1928 L/35 oraz pojedynczy wielkokalibrowy karabin maszynowy Hotchkiss kalibru 13,2 mm L/76. Jednostka wyposażona też była w hydrofony .
Załoga okrętu składała się z 3 oficerów oraz 38 podoficerów i marynarzy.

## Służba
„La Sibylle” weszła do służby w Marine nationale 22 grudnia 1934 roku . Otrzymała numer burtowy Q175 . W momencie wybuchu II wojny światowej okręt pełnił służbę na Atlantyku, wchodząc w skład 16. dywizjonu okrętów podwodnych w Cherbourgu (wraz z siostrzanymi „Amazone”, „Antiope” i „Orphée”) . Dowódcą jednostki był w tym okresie kpt. mar. (fr. lieutenant de vaisseau) Georges Louis Nicolas Blaison („La Sibylle” znajdowała się w remoncie trwającym do 27 października) .
17 marca 1940 roku „La Sibylle”, „Amazone” i „Antiope” wraz z okrętem-bazą okrętów podwodnych „Jules Verne” wyszły z Brestu i via Cherbourg udały się do Harwich, początkowo eskortowane przez francuski niszczyciel „Foudroyant” i okręt hydrograficzny „Amiral Mouchez”, a od kotwicowiska Downs przez brytyjski niszczyciel HMS „Codrington” (D65) i polskie OORP „Burza”, „Błyskawica” i „Grom”, przybywając do portu docelowego 22 marca . Z francuskich jednostek w ramach Home Fleet sformowano 10. Flotyllę okrętów podwodnych, a obszarem jej działania było Morze Północne .
31 marca „La Sibylle”, dowodzona przez kmdra ppor. (fr. capitaine de corvette) A.J.R. Raybauda wyszła z Harwich na swój pierwszy patrol pod Terschelling, powracając do bazy 5 kwietnia  . 9 kwietnia, po inwazji Niemiec na Danię i Norwegię jednostka wyszła na patrol w okolice ławicy Horns Rev, powróciła do Harwich 18 kwietnia  . Na kolejną misję bojową okręt udał się 27 kwietnia, tym razem pod Texel, powracając do bazy 8 maja .
16 maja jednostka ponownie wyszła na patrol na Morze Północne, zderzając się następnego dnia z francuskim okrętem podwodnym „Circé”, na którym uszkodzeniu uległ prawoburtowy silnik i musiał przerwać misję, wracając 19 maja do Rosyth („La Sybille” nie doznała uszkodzeń) . 20 maja o godzinie 0:56 zanurzający się okręt stał się celem ataku ze strony siostrzanej „Antiope”, która wystrzeliła składającą się z trzech torped salwę na pozycji 53°23′N 3°44′E/53,383333 3,733333  . Żadna z torped nie trafiła, choć jedna przeszła tuż pod dziobem okrętu; po tym ataku przebywające w tym rejonie „Antiope”, „La Sibylle” i HMS „Shark” (54S) otrzymały zakaz atakowania okrętów podwodnych . Jeszcze tego samego dnia okręt wysłał do bazy radiogram informujący o uszkodzeniu obydwu peryskopów i chorobie jednego z marynarzy, w wyniku czego został odwołany z patrolu i zmieniony w sektorze przez HMS L23 (który 21 maja wyszedł z Harwich), osiągając port w Rosyth 24 maja  . Nazajutrz „La Sibylle”, „Calypso”, „Thétis” oraz „Jules Verne” przepłynęły do Dundee . 4 czerwca 1940 roku „La Sibylle” i pozostałe francuskie okręty podwodne uczestniczące w kampanii norweskiej wraz z okrętem-bazą opuściły Dundee i powróciły do Brestu, eskortowane przez brytyjskie niszczyciele HMS „Bedouin” i HMS „Ashanti” .
W czerwcu 1940 roku „La Sibylle” znajdowała się w składzie 16. dywizjonu okrętów podwodnych w Breście, a jej dowódcą był nadal kmdr ppor. Raybaud . 18 czerwca, wobec zbliżania się wojsk niemieckich do portu w Breście, „La Sibylle” ewakuowała się do Casablanki (razem z okrętami podwodnymi „Casabianca”, „Sfax”, „Persée”, „Poncelet”, „Ajax”, „Circé”, „Thétis”, „Calypso”, „Amphitrite”, „Amazone”, „Antiope”, „Orphée” i „Méduse”) . 11 września „Amazone” i „La Sibylle” znajdowały się na patrolu nieopodal Casablanki, jednak nie nawiązały kontaktu z brytyjskimi okrętami przygotowującymi się do operacji Menace . W listopadzie 1940 roku jednostka stacjonowała w Casablance (wraz z okrętami podwodnymi „Sidi Ferruch”, „Méduse”, „Amazone”, „Amphitrite”, „Orphée”, „Antiope” i „Sfax”) .
W listopadzie 1942 roku, kiedy doszło do lądowania aliantów w Afryce Północnej, „La Sibylle” stacjonowała w Casablance (wraz z okrętami podwodnymi „Sidi Ferruch”, „Le Conquérant”, „Le Tonnant”, „Antiope”, „Amazone”, „Orphée”, „Méduse”, „Amphitrite”, „La Psyché” i „Oréade”). Rankiem 8 listopada okręt otrzymał rozkaz zaatakowania jednostek inwazyjnych i w zanurzeniu opuścił port między 7:10 a 8:30. Od tego momentu okręt nie nawiązał kontaktu z bazą i został uznany za zaginiony. Mógł zostać zatopiony 11 listopada przez amerykańskie samoloty pokładowe  lub zostać omyłkowo storpedowany tego samego dnia przez niemiecki okręt podwodny U-173. Możliwe jest też, że w nocy z 16 na 17 listopada „La Sibylle” zatonęła po wejściu na postawioną nieopodal Fedali aliancką zagrodę minową  . Zginęła cała, licząca 41 osób załoga, wraz z dowódcą kmdr. ppor. Krautem .